# Третье великое пробуждение
Третье великое пробуждение — период религиозной активности в США, который Уильям Г. Маклафлин датировал концом 1850-х годов и началом XX века. Это движение оказало влияние на протестантские конфессии, особенно на пиетистские, и было связано с активной социальной деятельностью. В основе пробуждения лежала постмиллениальная вера в то, что второе пришествие Христа произойдет после того, как человечество улучшит мир. Это пробуждение стало движущей силой для движения Социального Евангелия, которое стремилось применять христианские принципы к решению социальных проблем. Также оно вдохновляло миссионерское движение. В этот период возникли новые религиозные группы, такие как движение святости, назаряне, пятидесятники, Свидетели Иеговы, спиритуалисты, теософы, телемиты и христианские ученые. Были приняты важные моральные принципы, включая отмену рабства и введение сухого закона.

## Обзор
В этой статье речь пойдёт о пробуждении, которое произошло в Америке и Корее в XIX веке. Похожие процессы происходили и в Великобритании, где, по словам Дж. Эдвина Орра, они начались в 1859 году и продолжались до конца XIX века. Это пробуждение повлияло на рост церкви, зарубежные миссии и общественную деятельность. Среди выдающихся личностей, которые сыграли важную роль в этом процессе, можно назвать Дуайта Л. Муди, Айру Д. Санки, Уильяма Бута и Кэтрин Бут — основателей Армии спасения. Также стоит упомянуть Чарльза Сперджена и Джеймса Коги. Хадсон Тейлор основал Китайскую внутреннюю миссию, а Томас Джон Барнардо основал свои знаменитые приюты.
Американские протестантские церкви быстро росли и процветали. Они становились богаче, их прихожане получали хорошее образование, а церкви расширяли свои границы и сосредотачивались в городах. Интеллектуалы и писатели, такие как Джозайя Стронг, продвигали активное христианство. Они проповедовали в Америке и по всему миру, стремясь обратить неверующих. Другие основали колледжи и университеты, чтобы готовить новое поколение служителей. Каждая конфессия активно поддерживала миссионерские общества. Роль миссионера стала одной из самых уважаемых и престижных.
Большинство пиетистских протестантов на Севере поддержали Республиканскую партию. Они призывали к введению сухого закона и социальным реформам. Пробуждение, охватившее многие города в 1858 году, было прервано Гражданской войной. На Юге же война способствовала возрождению, особенно в армии Конфедерации под командованием генерала Роберта Э. Ли. После войны Дуайт Муди сделал возрождение главным направлением своей деятельности в Чикаго. Он основал Библейский институт Муди. Важную роль в этом процессе сыграли гимны Айры Санки.
По всей стране сторонники сухого закона развернули религиозные кампании против алкоголя. Женский христианский союз трезвости привлек протестантских женщин к общественным акциям против алкоголя, порнографии и проституции. Союз также требовал предоставления женщинам избирательных прав. Плутократия Позолоченного века, где власть была сосредоточена в руках богатых, подверглась критике со стороны проповедников Социального Евангелия и реформаторов Прогрессивной эры. Историк Роберт Фогель отмечает множество реформ, включая борьбу с детским трудом, обязательное начальное образование и защиту женщин от эксплуатации на фабриках. Движение за создание домов и развитие социальной работы, центром которого стал дом Джейн Аддамс в Чикаго, находилось под сильным влиянием Социального Евангелия.
В 1880 году Армия Спасения пришла в Америку. Её теология основывалась на идеях Второго великого пробуждения, но акцент на борьбе с бедностью был характерен для Третьего. Все основные конфессии активно поддерживали миссионерскую деятельность как внутри страны, так и за её пределами. Количество, масштаб и качество образовательных программ колледжей, связанных с церквями, стремительно увеличивались. «Мускулистое христианство» стало популярным среди молодёжи в кампусах, городских YMCA и таких молодёжных организациях, как Лига Эпворта для методистов и Лига Вальтера для лютеран. Профессиональный бейсболист Билли Сандей, обратившись в веру в 1880-х годах, стал евангелистом и стал самым влиятельным проповедником Америки первых двух десятилетий XX века. В 1891 году в Школе подготовки Международной христианской ассоциации молодых людей (YMCA) в Спрингфилде, штат Массачусетс, появился баскетбол.

## Новые религии
В 1879 году Мэри Бейкер-Эдди создала Церковь Христа, Ученого, которая быстро завоевала популярность по всей стране. В Нью-Йорке Феликс Адлер основал Общество этической культуры в 1876 году, привлекая реформистских евреев. Чарльз Тейз Рассел стал основателем движения Исследователей Библии. В июле 1879 года он начал выпускать ежемесячный религиозный журнал под названием «Сионская сторожевая башня и вестник присутствия Христа». Первоначально его группа называлась «Ассоциацией народных проповедников», а в 1910 году — «Международной ассоциацией исследователей Библии». После расколов внутри движения и получения контроля над «Обществом Сторожевой башни, Библий и трактатов» в 1931 году, Джозеф Франклин Резерфорд и бывшие члены Исследователей Библии приняли название «Свидетели Иеговы». Движение «Новая мысль», начавшееся в 1830-х годах, продолжило развиваться с основанием «Единства» и Церкви Божественной Науки.

## Святость и пятидесятнические движения
Движение святости в методистской церкви стремилось выйти за рамки разового обращения, которое давали возрождение, и достичь полного освящения. Пятидесятники пошли ещё дальше. Они искали «крещение в духе» или «крещение Святым Духом». Это позволяло людям с этим даром исцелять больных, творить чудеса, пророчествовать и говорить на иных языках.
В горах Окои, на востоке Теннесси, в 1886—1896 годах зародилось пятидесятническое движение. Группа во главе с методистским священником Ричардом Сперлингом призывала к святой жизни. Члены группы пережили крещение Святым Духом, что дало им силу жить в святости. Об этом движении известно немного, так как оно возникло в уединённых горах, в отличие от известного «Пробуждение на Азуза-стрит» в Лос-Анджелесе. Тем не менее, основанная Сперлингом организация быстро распространилась по всему миру. Сегодня она насчитывает более 7 миллионов христиан в более чем 200 странах. Эта организация известна как Церковь Бога и имеет штаб-квартиру в Кливленде, Теннесси. Церковь также владеет Университетом Ли и Пятидесятнической теологической семинарией.
Чарльз Парэм, методистский священник из Топики, Канзас, оставил служение и стал проповедовать крещение Святым Духом. 31 декабря 1899 года он возложил руки на Агнес Озман. Считается, что она получила крещение Святым Духом и начала говорить на языках и пророчествовать. Это событие стало началом известного «Возрождения на Азуза-стрит» в Лос-Анджелесе (1906), которое возглавил Уильям Дж. Сеймур, афроамериканский ученик Парэма.

## Влияние на Корею
Чун Бе Им исследовал, как методы и результаты Третьего великого пробуждения в Америке соотносятся с корейскими религиозными возрождениями 1884—1910 годов. Он обнаружил, что многие подходы, применявшиеся во время Второго и Третьего пробуждений, были заимствованы из США и адаптированы в Корее. Среди них: система обходов методистов, деятельность баптистских фермеров-проповедников, университетские возрождение на востоке страны, лагерные собрания на западе, новые методы Чарльза Г. Финнея, возрождение молитвы среди мирян, массовые городские собрания Дуайта Муди и студенческое добровольческое движение. Анализируя пробуждения в обеих странах, Чун Бе Им выделил четыре ключевые области влияния: формирование традиций, принятие схожих акцентов, внедрение евангелизационных методов и наблюдение за результатами. Американские пробуждения оказали значительное влияние на корейские религиозные движения, а энтузиазм американцев в миссионерской деятельности помог корейским христианам развить собственные традиции и религиозный опыт. Эти традиции продолжают оказывать влияние на корейские церкви даже в XXI веке.